# 하일브론의 유령

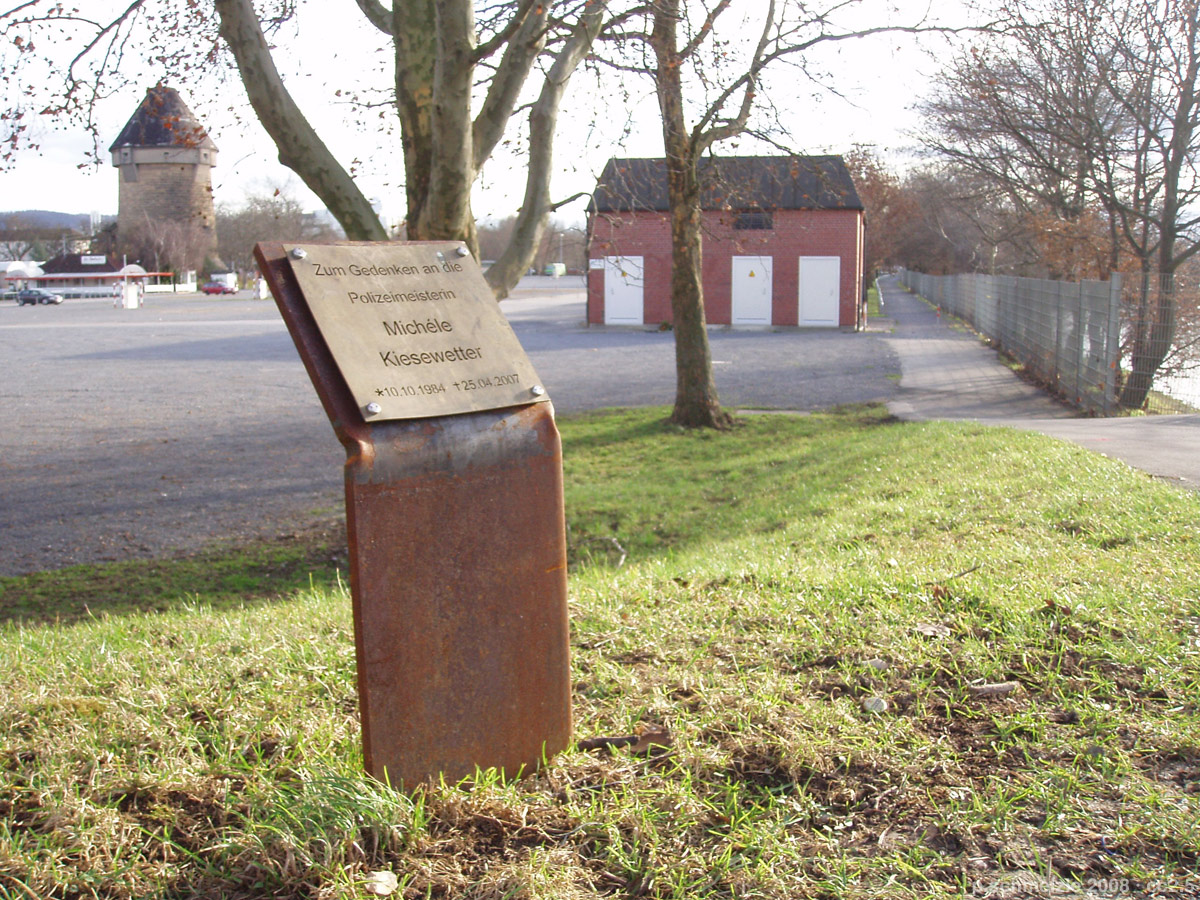
키제베터 살인 사건 근처에 설립된 기념비

하일브론의 유령(독일어: Heilbronner Phantom, 영어: Phantom of Heilbronn)은 독일 하일브론에서 발생한 경찰관 미셸 키제베터(Michèle Kiesewetter) 살인 사건 조사 중이었던 2007년부터 2009년까지 남부 독일, 오스트리아, 프랑스 등에서 발견된 연쇄살인범으로 추정되는 인물이었다. 독일 미디어에서는 "얼굴 없는 여인"(Frau ohne Gesicht), 경찰에서는 "알려지지 않은 여성"(Unbekannte weibliche Person, UwP)으로 알려져 있었다. 범죄 현장에서 채취한 DNA 검사 결과 1993년부터 2009년까지의 살인 사건 40건에서 같은 DNA가 발견되었다.
조사 과정에서 사건 사이의 공통점을 찾을 수 없었고, 용의선상에 올랐던 인물 사이에도 공통점을 찾을 수 없었다. 2009년 3월 말이 되어서야 사건의 원인이 수사 과정에서 수집된 증거물에 있었고, 증거 채증 과정에서 사용했던 면봉이 제조사의 포장 공정에서 근무하는 직원의 것임이 밝혀졌다.

## 하일브론 경찰 살인 사건
2007년 4월 25일 하일브론에서 경찰관 미셸 키제베터(Michèle Kiesewetter)가 총격으로 사망했고 마르틴 A.(Martin A.)가 중상을 입었다. 하일브론 경찰서에서는 특수 수사팀을 투입하여 수사를 시작했다. 수사팀에서는 경찰차에서 면봉으로 채취한 DNA에서 검출된 알려지지 않은 여성을 추적하고 있었다. 해당 DNA는 이전에도 여러 사건에서 채취되었고, 경찰 살인 사건 이후에도 여러 사건에서 채취되었기 때문에 살인범이 지역을 넘나드는 냉혈한 여성일 것이라고 간주하고 있었다. 2009년 1월에는 해당 미지의 여성을 찾는 현상금으로 30만 유로를 걸었다.
2011년 11월 7일 해당 사건의 진범이 우파 테러리스트 그룹인 국가 사회주의 언더그라운드(Nationalsozialistischer Untergrund)와 연계되었음이 밝혀졌다.

## 조사
일치하는 DNA는 다음 사건 현장에서도 채취되었다.
- 1993년 5월 25/26일 이다르오버슈타인 살인 사건 현장에서 채취한 잔(2001년 DNA 분석)
- 2001년 3월 24일 프라이부르크임브라이스가우 살인 사건에서 채취한 찬장 서랍
- 2001년 10월 게롤슈타인 소재 숲에 있었던 헤로인 주사기
- 2001년 10월 25일 부덴하임에서 공격당한 캠핑카에 있었던 과자 부스러기
- 2004년 스위스 아르보아에서 강도당한 베트남계 금은방에 있었던 장난감 총
- 2005년 5월 6일 보름스에서 두 형제간의 싸움에서 채취한 투사체[3]
- 2006년 7월 6일 오스트리아 마우트하우젠에서 있었던 침입 사건[4]
- 2006년 10월 3일 자르브뤼켄 소재 주상복합 침입 사건에서 채취한 돌멩이(2008년 4월 DNA 분석)
- 2007년 3월 갈노이키르헨 소재 안경원 침입 사건
- 2007년 7월 7일 밤 자르브뤼켄 소재 학교에 청소년이 침입한 사건에서 채취한 음료수 병(2009년 3월 DNA 분석)[5]
- 독일 헤센, 바덴뷔르템베르크, 자를란트, 오스트리아 티롤, 오버외스터라이히 지역에서 있었던 20여건의 자동차 및 오토바이 탈취 사건
- 2008년 1월 30일 헤펜하임에서 살해당한 조지아인 3명을 운반한 차량(2008년 3월 10일 DNA 분석)
- 2008년 3월 23일 밤 니더슈테텐 소재 폐쇄된 수영장에 침입한 사건
- 2008년 3월과 4월에 크비어샤이트(2회), 톨라이, 리올에서 발생한 차량 열쇠 도난 사건[6]
- 2008년 4월 10일 밤 오버슈테른펠트-그로나우 소재 주택 침입 사건
- 2008년 5월 9일 저녁 자르횔츠바흐 소재 단체 사무소 강도 사건[7]
- 2008년 10월 7일 만하임에서 있었던 두 남성간의 분쟁 이후 현관문에서 채취(2009년 1월 DNA 분석)[8]
- 2008년 10월 말 바인스베르크에서 살해당한 채 발견된 사회복지사[9]

해당 DNA는 독일 바덴뷔르템베르크, 라인란트팔츠, 자를란트 및 오스트리아의 사건 현장 40곳 이상 및 기타 지역의 살인 사건 6곳에서 채취되었다. 사건의 흔적은 1993년까지 거슬러 올라갔다. 이들 사건에서 유령의 DNA를 제외한 증인, 지문, 모발, 섬유, 발자국 등 다른 모든 수사 단서에서 공통점을 찾을 수 없었다.
오스트리아 인스브루크 의과대학의 DNA 연구소에 의하면 해당 사건 현장의 미토콘드리아 DNA는 동유럽에서 자주 발견되고 러시아 근처 지역으로 추정된다고 밝혔다.
2009년 자르브뤼켄 소재 학교 침입 사건에서 음료수 병에서 채취한 알 수 없는 DNA와 2002년부터 실종된 것으로 간주된 망명 신청자 남성의 지문에서 사후에 채취한 DNA에서 같은 지문이 검출된 것을 계기로 문제의 "유령"의 정체가 밝혀졌다.

## 원인 규명: 오염된 DNA 채취 면봉
실제로 살인범이 같은 현장마다 있었을 가능성을 제외하더라도 같은 DNA가 계속 검출되는 이유에 대한 가설이 있었다.
한편 고의로 해당 DNA가 사건 현장마다 뿌려졌을 가능성은 다음 이유 때문에 제외되었다.
- DNA가 채취된 방식이 모두 달랐음(침, 땀, 혈액, 피부 세포)
- 1993년부터 2001년까지 장기간 계획을 세울 가능성은 낮음
- 매번 같은 DNA가 채취되었기 때문에 같은 범죄 조직에서 저질렀을 수도 있지만 이미 가능성이 낮다고 판정됨

사건 초기에도 증거 채취 및 보존용 장비가 오염되었을 가능성이 제기되었다. 발견된 DNA는 면봉을 제작하는 공정에서 근무하는 노동자의 것임이 확인되었다. 이 가설은 사용되지 않은 면봉에서 DNA 분석을 통해서 검증할 수 있었다. 그러나 사용되지 않은 면봉에서 DNA가 검출되지 않았고 다양한 지역에서 해당 DNA가 검출되었기 때문에 사건 초기에 이 가설이 제외되었다. 2009년 3월이 되어서야 이 가설이 다시 논의되었다. 일부 사건 현장에서 채취한 DNA를 명확하게 판단할 수 없었기 때문에 오염 가능성이 다시 제기되었다. DNA 채취에 사용된 면봉이 오염되었음을 확인한 후에야 유령 추적이 종료되었다.
유령의 DNA가 검출된 모든 지역의 경찰서에서는 면봉을 프리켄하우젠(Frickenhausen) 소재 Greiner Bio-One에서 구입하였다. 반면 바이에른 지역의 경찰서에서는 다른 제조사의 면봉을 구입하였기 때문에 해당 DNA가 검출되지 않았다. 이 사실 때문에 DNA가 검출된 지역이 한정된 이유가 밝혀졌다. 문제의 DNA는 오버프랑켄 소재 포장 기업 Böhm Kunststofftechnik에 근무하고 있었던 폴란드 출신 노동자의 DNA임이 밝혀졌다. 해당 기업에서는 중국산 목재 면봉을 수작업으로 플라스틱 튜브에 포장하고 있었다. 제조 과정에서 면봉이 오염되지 않도록 보호 장구를 착용하지 않았다. 오스트리아에서는 2008년 4월부터 DNA 오염 가능성을 예상하고 있었다.
이 사건 이후로 법적인 DNA 채증에 강제적인 품질 기준이 없음이 알려졌다. 당시의 규정은 강제 사안이 아니라 권고안일 뿐이었고, 수사 기관에서는 향후 구입할 면봉에 대한 품질 보증을 요구했다. 2009년 7월 바덴뷔르템베르크 경찰에서는 DNA를 채취할 때 외부 DNA 오염을 방지할 수 있도록 산화 에틸렌으로 소독한 면봉만을 사용하기로 했고, 해당 면봉은 경찰서에서 중앙 조달하기로 결정했다.
면봉 판매사인 Greiner Bio-One에서는 사건 이후 웹 사이트에 자사의 면봉은 살균 과정을 거쳤으나 DNA가 없음을 보장할 수는 없으므로 세균 연구에서의 채취에서는 사용할 수 있으나 DNA 채취 등 분자 진단 목적으로는 사용할 수 없음을 알렸고, 제품 설명서에도 해당 사실을 고지했다. 2009년 3월 30일 해당 기업에서는 일부 면봉 배치가 DNA에 오염되지 않았다는 인증서와 함께 출하되었으나 해당 인증이 잘못되었음을 시인했다.

## 미디어
이 사건들은 CSI: NY (CSI: 뉴욕)의 6번째 시즌 에피소드인 "Dead Reckoning" (죽음의 예상)과 Silent Witness (무언의 목격자)의 15번째 시즌 에피소드인 "Death Has No Dominion" (죽음은 지배권이 없다)로 소설화되었다.

### 문학
- Michel Ferracci-Porri: * Le Fantôme de Heilbronn 보관됨 2009-07-11 - 웨이백 머신 ("하일브론 유령의 사건") Normant 편집, 프랑스 2009